# Рутілії

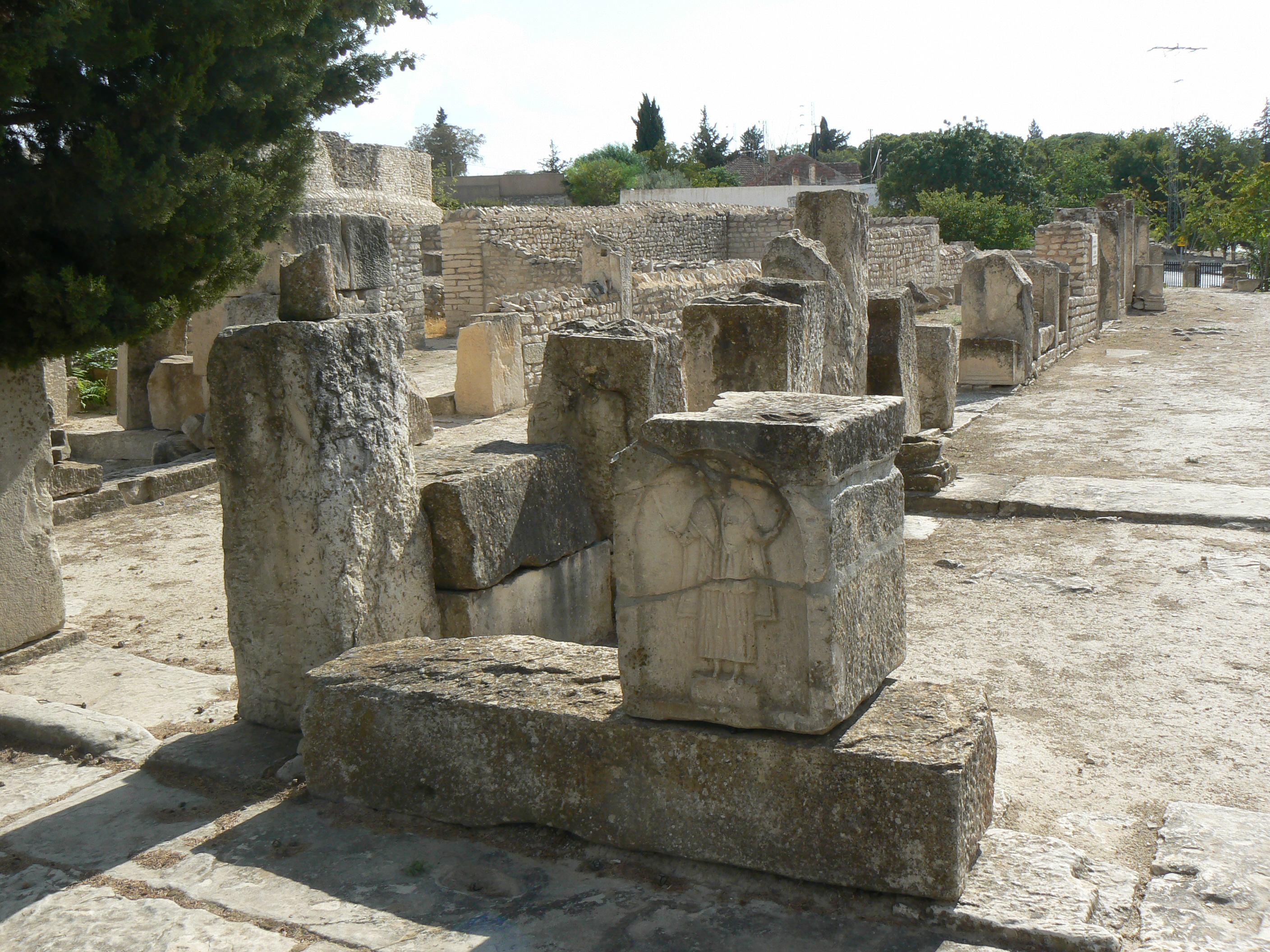
Базиліка Рутіліїв

Рутілії (лат. Rutilii)  — заможний патриціанський рід Стародавнього Риму, надалі нобілі. Обіймали посади консулів та народних трибунів. Вплив Рутіліїв на політичну історію Риму був незначний. Мали когномени — Руф та Луп.

## Відомі Рутілії
- Спурій Рутілій Красс (? — після 417 до н. е.) — військовий трибун з консульською владою 417 року до н. е. Всиновлений від Ветуріїв.
- Публій Рутілій[es] (? — після 169 до н. е.) — народний трибун 169 року до н. е.
- Публій Рутілій Кальв (? — після 166 до н. е.) — претор Далекої Іспанії 166 року до н. е.[1]
- Публій Рутілій[es] (? — після 136 до н. е.) — народний трибун 136 року до н. е.
- Публій Рутілій Руф (158—78 до н. е.) — філософ-стоїк, оратор, консул 105 р. до н. е.
- Публій Рутілій Луп (133/131—90 до н. е.) — консул 90 року до н. е.
- Публій Рутілій Нуд[ru] (? — після 73 н. е.) — квестор 87 року до н. е.
- Публій Рутілій Луп[de] (? — після 48 до н. е.) — народний трибун 56 року до н. е.
- Публій Рутілій Луп[it] (20 — ?) — граматик, ритор. Автор трактату «Про фігури мовлення».
- Гай Юлій Кордін Гай Рутілій Галлік (24/25 — 91/92) — консул-суффект 85 року. Всиновлений Юлієм.
- Публій Рутілій Синтроф[ca] (I/IV ст.) — скульптор.
- Марк Рутілій Луп[en] (? — після 117) — підприємець-цегляр, префект Єгипту 113—117 років. Запровадив консульське датування цегельних тавр.
- Рутілій Тавр Еміліан Палладій (IV ст.) — науковий письменник. Автор «Про сільське господарство» (лат. De re rustica) в 14 книгах.
- Клавдій Рутілій Намаціан (? — після 417) — поет, префект 415 р.

## Зауваження
1. ↑  Згідно українського правопису (2019) § 129 пункт 3, в іменах і прізвищах після приголосного перед наступним приголосним пишемо голосний [і], тому правильно Рутілії, а не Рутилії